# 水戸ホーリーホック
水戸ホーリーホック（みとホーリーホック、英: Mito HollyHock）は、日本の茨城県水戸市、日立市、ひたちなか市、笠間市、那珂市、小美玉市、常陸太田市、北茨城市、常陸大宮市、高萩市、茨城町、城里町、大洗町、大子町、東海村をホームタウンとする、日本プロサッカーリーグ（Jリーグ）に加盟するプロサッカークラブ。

## 概要
1994年にFC水戸として創立、2000年よりJリーグへ加盟している。
クラブ名の「ホーリーホック (HollyHock)」は英語で「葵（タチアオイ）」を意味し、水戸藩（水戸徳川家）の家紋の葵 から採られた。ホームスタジアムはケーズデンキスタジアム水戸（Ksスタ）。クラブエンブレムは水戸徳川家の家紋「三つ葉葵」の外周を「水戸黄門」こと2代目水戸藩主・徳川光圀の字「子龍」に由来する龍が囲む円形。2014年には、クラブ後援会「葵龍会」の会長に水戸徳川家第15代当主の徳川斉正を迎えている。
マスコットキャラクターは龍がモチーフの「ホーリーくん」。2002年に公募によりデザインと名前が制定された。背番号310（みと）。
ホームタウンは創立当初は水戸市のみだったが、2017年11月に水戸市周辺（県央地域）に位置するひたちなか市、笠間市、那珂市、小美玉市の4市と東茨城郡・那珂郡の4町村（茨城町、城里町、大洗町、東海村）を追加した。2022年9月からは新たに県北地域の日立市、高萩市、北茨城市、常陸大宮市、常陸太田市、久慈郡大子町の5市1町をホームタウンに追加した。
2024年現在において、一度もJ1リーグへの昇格、J3リーグへの降格ともになく、J2リーグの最長在籍クラブとなっている。

## 歴史

### 前史
水戸市で1994年に創設したフットボールクラブ水戸（フットボールクラブみと、FC水戸）を起源とする。茨城県リーグ4部に参戦し、1996年には2部で準優勝を果たしている。
1997年、土浦市に本拠地を置いていたプリマハム土浦工場の実業団チーム「プリマハムフットボールクラブ土浦」（プリマハムフットボールクラブつちうら、プリマハムFC土浦、1990年創設）と合併して、株式会社フットボールクラブ水戸ホーリーホックを設立し、現在の体制が固まった。当時関東サッカーリーグ所属だったプリマハムFC土浦は1996年の第20回全国地域サッカーリーグ決勝大会で準優勝し、翌年からのジャパンフットボールリーグ（旧JFL）への昇格が内定していたが、プリマハムがサッカー部への支援を打ち切り廃部が決まったことを受け、FC水戸と合併した。なお、水戸ホーリーホックやJリーグの公式ホームページでは1994年をクラブの創設年と記載しており、プリマハムFC土浦は傍系扱いとなっているが、プリマハムFC土浦の持っていた旧JFLの参加資格を承継するために、形式的にFC水戸が吸収された形を取った。プリマハムFC土浦は全国社会人サッカー選手権大会優勝（1995年）、関東サッカーリーグ優勝（1995年）という成績を残している。

### 1997年 - 1998年（旧JFL）

#### 1997年
水戸ホーリーホックとして初の公式戦は1997年4月20日、旧JFL開幕戦の札幌戦（笠松運動公園陸上競技場）で、0-2で敗戦。ここから14連敗し（うち延長戦でのVゴール負けが2試合）、初勝利は7月19日、第15節の川崎戦（1-0）となった。なお、Jリーグ準会員だった川崎は、このシーズンの最終成績で勝ち点1及ばずにJリーグ昇格を逃している。水戸は後半戦に3勝を挙げたが、16チームのリーグ戦で最下位に沈んだ。しかし、札幌のJリーグ昇格と福島FCの消滅により、地域リーグ決勝大会2位チームとの入替戦は行われず、水戸は残留を決めた。

#### 1998年
監督に三浦俊也を迎え、巻き返しを図ったが、年間予算が1億円強と言われ、プロ契約選手でもガソリンスタンドや水産加工所でのアルバイトをしないと生活出来ない状況では成績の劇的な向上は難しく（NHKサンデースポーツでの特集によると年俸は100万円程度だったと報じられている）、最下位脱出が精一杯だった。この年、翌1999年からスタートするJリーグ ディビジョン2（J2）への加盟を申請するも、経営基盤の不安定さ、スタジアム改修に対する地元自治体の動きの鈍さから加盟は見送られ、日本フットボールリーグ（JFL）参加となった。

### 1999年（新JFL）
監督が二宮浩に交代したが、9チームによる3回戦総当たり制（ステージ制）のリーグ戦で苦戦し、第1ステージでは6位に終わった。しかし、南光太などの活躍により、第2ステージではこの年に優勝した横浜FCにこそ敗れたものの7勝1敗の首位となり、通算では3位でシーズンを終えた。Jリーグへの昇格条件は「JFLで2位以内」だったが、優勝が特例参加による準会員資格の横浜FCだったため、JFL正会員の中では2位という点が考慮され、翌2000年からのJリーグ（J2）加盟が認められた（Jリーグの2部制導入後最初のJリーグ参入チームとなった）。

### 2000年 - （J2）

#### 2000年
チーム初の外国人監督としてセルビア人のバビチ・ブランコを招いた。J2昇格後の初公式戦を3月11日の浦和戦（浦和駒場）で迎え、0-2で敗れた。資金・戦力の欠乏を理由に専門誌などでは先行きを危ぶまれたが、第2節の大分戦でJ初勝利をあげると、全試合出場を果たしたGK本間幸司を中心とした粘り強い守備や（失点数はリーグ7位タイ）、シーズン途中加入で36歳の高齢ながら元ブラジル代表の技を披露したFWジョン・パウロなどの活躍により、昇格初年度の最終順位は9位、しかも6位の鳥栖までは勝ち点5差という善戦を見せた。

#### 2001年
シーズン前に新潟から木澤正徳、川崎から池田伸康などベテラン勢を獲得するも、シーズン前半は1勝しか挙げられなかった。その後、補強した韓国人選手の活躍や、メインスタジアムの笠松運動公園陸上競技場のグランドオープン効果などがあり、最終的には最下位を脱出し、11位で終了した。監督は川崎で指揮を執っていた小林寛を招いたが、7月にはゼネラルマネージャーへ転身し、コーチの菅野将晃が監督に昇格して後を継いだ。シーズン後、経営難からチーム存続問題が浮上し、FC水戸代表としてのプリマハムFC誘致からクラブ経営を続けた石山徹が社長を辞任し、小林が石山の所有株と社長職を引き継いで、チームのJリーグ加盟が暫定承認されることになった。なお、この年のチーム得点王（10得点）は東海大から加入して2年目の須藤大輔で、翌年に湘南へと移籍したが、その際の移籍金は苦しい水戸の財政を少なからず助けたとも言われている。

#### 2002年
菅野体制2年目。小林新社長が経営安定化とチーム成績向上を迫られた一年となった。菅野体制2年目のチームではFW小野隆儀が14得点を挙げ、守備でもシーズン失点数はリーグ最下位ながら前年比20点減の73失点に抑えて、最終順位は前年より1つ上がり、10位となった。一方、J2リーグ戦1試合の平均観客数は前年の1559人から2739人に増え、2002年W杯のために来日していたコスタリカ代表との国際親善試合も実現した。これらの実績により、水戸はJリーグから加盟継続が正式に承認された。しかし、増えたとは言っても水戸の観客動員数はJ2最低で、平均の約4割にとどまっていたため、更なる努力が求められた。

#### 2003年
クラブの存続問題が一息ついたこの年、1980年代に日本代表の主将として活躍した前田秀樹を監督に迎え、守備重視からのカウンター戦術をベースにしたチーム強化に乗り出した。この年は同年シーズンにJ2へ降格していた広島からレンタル移籍で獲得したDFトゥーリオが活躍。センターバックとして水戸の守備を固めると共に、機を見てどんどん攻め上がり攻撃に厚みを加え、DFでありながらチーム内得点王となる10ゴールを記録した。トゥーリオは10月に日本への帰化が認められ、登録名を現在の田中マルクス闘莉王に変更した。これらの活躍もあって、水戸は4回戦制のJ2で開幕ダッシュに成功し、一時は首位、11節終了時の第1クールでも2位という好成績を挙げた。その後は徐々に順位を下げたが、最終順位でもチーム史上最高の7位にまで躍進した。10月からは過去の経営危機への反省から、運営資金を広く集め、地域社会での認知度を高めるために「水戸ホーリーホック支援持株会」が拠出金募集を開始した。

#### 2004年
チームスローガン：ムービングフットボール
前田体制2年目。前年大活躍した闘莉王のレンタル移籍が延長されず浦和へ完全移籍し、それまで長らくチームを支えたFWの小野、北川、ディフェンスラインを支えた冨田大介が移籍した。一方、川崎から小林康剛を、大宮から磯山和司など地元茨城出身の選手を獲得した。
開幕戦の湘南戦で9,155人の観衆を集めた。またこの年の平均観客動員数3,773人は2012年に塗り替えられるまでの最高記録であった。しかし前年と比較して主力が多数入れ替わった影響か、なかなか勝ち星が奪えずホームでは5月5日の大宮戦から10月16日の甲府戦まで13戦勝利なしという事態が続いた。この間7月24日の川崎戦ではアウェー戦会場の等々力陸上競技場に集まった水戸サポーター有志による第1回納涼漢祭りが開催され、他チームのサポーターの間でも反響を呼んだ。結局チームは年間6勝しかできなかったが、44試合中19試合(42%)の引き分け（勝ち試合6試合分）で積み上げた勝ち点が効いて、2年連続一桁順位の9位となった。
また天皇杯4回戦で鹿島との「茨城ダービー」が公式戦で初めて実現した。偶然にも「茨城県民の日」である11月13日の対戦になった（試合は0-1で水戸の敗戦）。

#### 2005年
チームスローガン：ストロングハート
前田体制3年目。この年は、開幕前に2つの変化があった。この年から1月のチーム始動後の1次キャンプを福島県いわき市のスパリゾートハワイアンズで行い、同所でキャンプ最終日にファンクラブ会員イベントを行うようになった。2月には「いばらきサッカーフェスティバル」として鹿島とのプレシーズンマッチが行われ、以後年1回の頻度で定例化した。鹿島は水戸市内でも公式ショップや小学生・幼稚園児（4種）向けのサッカースクール（旧内原町）などを開設しているため、後発の水戸とは競合関係にもあったが、この試合は両者の関係改善を示した。また、この年にJFLから草津が昇格し、水戸は草津との対戦を「北関東ダービー」と称して共同参加キャンペーンを実施した。10月には日立市出身のシンガーソングライター、ecoによる公式応援歌「走れ☆ホーリーホック!」が発売された。
一方、チームは強化策として前年の決定力不足解消のため、パラグアイ人FWのデルリスを獲得し、彼にボールを集中させるため基本システムをそれまでの4-4-2から4-5-1へと変更した。序盤は連敗をしたものの、システム変更策は功を奏し、デルリスは前半戦のみでチームトップの8得点を決めた。しかし、その得点力に注目した札幌がレンタル元のチームに好条件を出したため、デルリスがシーズン中盤に移籍したが、シーズン後半はDF陣の相次ぐ攻撃参加や、若手のファビオの加入などで2年ぶりの2桁勝利となった。

#### 2006年
チームスローガン：CHEMISTRY 〜新たなる融合〜
前田体制4年目。2月、チームの応援を盛り上げるための女子チアリーディングチーム、「Mito Holy's」（水戸ホーリーズ）を発足。4月2日からはJR水戸駅ビル「EXCEL」の屋上に新規設置された人工芝のミニサッカー場「FUTPARQUE MITO」（フットパルケ水戸）の運営を請け負うことになった。
チームは5月6日の第14節の札幌戦（笠松）で、レンタル移籍で加入したブラジル人FWアンデルソンがハットトリックを達成。これは水戸の選手がJ2リーグ273試合目で記録した初のハットトリックだった。第15節の東京V戦ではクラブ史上初めて国立霞ヶ丘競技場陸上競技場で試合を行い、アンデルソンの2試合連続ゴールで1-0と勝利した。
6月2日の横浜FC戦では横浜FCの連続無失点記録を770分で止めたり、6月24日の柏戦では、後半ロスタイムで土壇場の同点に追いつき引き分けに持ち込むなど、J2上位クラブを大いに苦しめた。8月13日には那珂川河川敷の水戸市市有地に3面整備された「水府町グラウンド」が開場し、クラブの悲願だった専用練習場「ホーリーピッチ」として水戸に利用権が与えられた。
シーズン後半から前田監督は将来の上位進出に備えるため、カウンター重視の守備的戦術からボールを保持し、ショートパスの連続から能動的にゴールへ迫る攻撃的な戦術への転換を開始した。これは「サッカーの質を上げるために必要な措置」と評価された反面、対戦相手の監督から「あまりにも消極的」と非難されても守り続けるのをやめたことで、逆に「内容は良いが勝てない」という試合が増えた。その結果、勝ち点は伸び悩み、昨年と同じ10位でのシーズン終了となった。1試合平均観客数も3017人まで落ち込んだ。

#### 2007年
チームスローガン：Believe in Myself　あきらめない
前田体制5年目。前年17得点のアンデルソンが鳥栖へ移籍し、更にキャプテン吉本岳史が故障で離脱。その結果チームは出遅れ、シーズン初勝利は第13節の東京V戦となり、2勝目も第21節の山形戦となるなど、前半戦（第26節）終了時点でわずか3勝にとどまった。観客動員も更に落込み、第11節の湘南戦は3桁台の958人となった他、前半戦主催12試合中6試合で観客数が2000人以下となった。チームの勝敗のみならず、低予算でのクラブ経営、少人数体制での顧客サービスの低下、クラブスタッフの相次ぐ退職などからサポーターへのアプローチやスポンサーへの営業力が低下し、クラブ経営を問われる声が上がった。この状況に対し、クラブ株主の過半数から小林の経営責任を問う声が上がり4月23日付で宮田裕司が社長に就任した。
チームは旧JFL以来10年ぶりのリーグ戦最下位を回避するため、Jリーグで9シーズン目となるベテランのブラジル人MFビジュを獲得するなど、チーム戦力の再整備を行った。シーズン後半は昨年後半から続けてきたアクションサッカーの戦術が浸透してきたことにより前半より失点数が減った。最終成績は12位で8勝しか挙げられなかったが、そのうちの3勝は東京V、札幌、C大阪など、J2上位クラブから挙げた。
1月にはMF小椋祥平がU-22（22歳以下）日本選抜に選ばれ、次いで6月6日の北京オリンピックアジア二次予選マレーシア戦に出場した。小椋は修徳高校から2004年に入団、1年目からトップチームで出場し、他のプロチームを経由せずに水戸入りした「生え抜き」選手では最も高い年代の世代別代表入りとなった。
しかし、去就が噂されていた前田は2007年シーズン限りで監督を退任。更に、キャプテン吉本が横浜FCへ、小椋は横浜FMにそれぞれ移籍した。なお、シーズン3勝目となった6月17日の第22節愛媛戦が行われた水戸市立競技場は、この試合を最後に大規模な改装工事に入った。
また、チーム通算310得点（通称水戸GOAL）を、当時キャプテンだった吉本岳史がPKで決めている。

#### 2008年
チームスローガン：TOGETHER Concentrate the mind on the present moment.
水戸OBの木山隆之が監督に就任。補強は他のJクラブ出身選手の目立った獲得はせず、大学サッカーでそれなりの実績を挙げた選手の獲得に重点を置いた。また、浦和から赤星貴文、東京Vから弦巻健人らをレンタルで獲得した。
開幕から5試合は、ここ2年間のJ1在籍経験チーム（うち3〜5節は2007年J1在籍クラブ）との対戦となった。結果として5節終了時点で1勝2敗2分と健闘するが（うち前年J1在籍クラブ全てから勝ち点を取った）、3月31日に社長の宮田裕司が、前年8月のクラブスタッフとの親睦会での飲酒運転が発覚し辞任（後任として沼田邦郎が就任）。更に、4月には取締役強化部長の鬼塚忠久が前述の宮田辞任に関連して退任、また水戸ホーリーホック初代社長であり、チームのJリーグ参戦に貢献した竹村徹（旧姓・石山）が死去した。
そんな中、5月に韓国五輪代表候補である朴柱昊が加入、5月末、7月に3連勝するなど、チーム成績は上昇機運に乗り、このシーズン加入した荒田智之が新人ながら多くの得点を挙げ、遠藤敬佑もU-19日本代表に選ばれた。また、9月7日にKKWINGにて行われた熊本戦において、Jリーグ昇格後100勝目となる勝利をあげた。更に、2008年9月28日の仙台戦では荒田の2ゴールなどで仙台から初勝利を上げたが、リーグ終盤はロングボール主体の戦いになってしまうなどゲーム内容が悪くなり失速、15チーム中11位でシーズンを終えた。勝ち点も、目標としていた50にはあとわずか届かなかった。
マスコットであるホーリーくんの入院及び手術（ホーリーくんの着ぐるみのリニューアル）をするための費用として、11月下旬から12月上旬にかけてサポーター有志からの募金とホーム最終戦で行われたチャリティーオークションで100万円以上の入院・手術費用が集まった。ホーリーくんの着ぐるみは2008年シーズン開始当初から頭が割れたり、しっぽがちぎれそうになったりしており、怪我（破損）した部分を包帯で巻き、なんとか試合会場やイベント会場に来ていた。また、試合やイベント会場でも、痛々しい姿を指摘する子どもたちの声もあった。着ぐるみの耐用年数は約2年と言われており、Jリーグの多くのチームは数体予備を用意しているが、予備が無く、チーム財政も厳しいため、今回の募金活動が行われた。

#### 2009年
チームスローガン：前へ。
木山体制2年目。主将のDF平松大志がFC東京へ移籍、チームの柱だったMF赤星が浦和へ復帰、またMFパク・チュホが鹿島へ移籍したが、浦和からFW高崎寛之、またFC東京から森村昂太、愛媛FCからMF金泰橪をそれぞれレンタルで獲得。またJFLのFC琉球から、かつて名古屋でJ1でのプレー経験があるMF中島俊一を獲得した。更に、2月18日にはチーム発足以来初めて、A代表歴を持つ吉原宏太が加入した。
開幕戦は負けたが、以降は勝ち続け、9年ぶりの4連勝を飾り、4月26日の岡山戦で、荒田智之がチーム2人目のハットトリックを達成。5月に入ると、荒田、菊岡などの攻撃陣が相次いで負傷するなどし、その後に控えた上位相手に大量失点することが目立った。そのため、5月20日には湘南からFW山本孝平が、その翌週にはFC東京からMF下田光平が共に期限付きで加入した。6月以降は再び調子を上げ、第2クールでは再び4連勝を記録（右図）。上位4チームに負けただけで、順位も5位で折り返した。
第24節C大阪戦で、チーム通算400ゴールが達成された。この時、誰が400ゴールを挙げるかをファン・サポーターから募集しており、当たった人の中から抽選で1名に400ゴールを挙げた選手のサイン入り試合球が貰えることになっていた。しかし、当の400ゴールは、C大阪のDF前田和哉によるオウンゴールだった為、サインはこの試合にスタメン出場した選手全員のものが入ることになり、当選対象者も応募者全員の中から抽選で1名となった（オウンゴールは投票対象外だったため）。7月8日の福岡戦でFW遠藤敬佑がチーム3人目のハットトリックを達成し、更に8月30日の岡山戦で高崎寛之が、チーム4人目のハットトリックを達成した。
「昇格しか見えない」というゲートフラッグが登場するほど好調だったが、第3クールでは5試合連続完封負けを含む8連敗を記録して失速。第45節終了時点で、J1昇格の可能性は消滅した。11月3日にケーズデンキスタジアム水戸（Ksスタ）が竣工。第48節の11月8日の仙台戦で杮落しとなったが0-4で敗戦し、仙台のJリーグ ディビジョン1（J1）昇格を目前で決められ、Ksスタ初戦を飾ることは出来なかった。改修後の同スタジアムでは2戦目となる第49節の愛媛戦では中村英之のゴールで1-0と勝利し、Ksスタ初勝利を挙げたが、3試合目の第51節（最終節、12月5日）湘南戦では2-0からの逆転負けを喫し、湘南にも目前でJ1昇格決定を許した。
2009年の最終成績は21勝20敗10分の勝ち点73で、18チーム中8位となった。J2リーグ参加10年目で初めて勝ち越すとともに、前述の通り1シーズンで3人のFW（荒田智之、遠藤敬佑、高崎寛之）がハットトリックを達成するなど、総得点でも70点台に到達した。

#### 2010年
チームスローガン：超えろ。
木山体制3年目。2年間でリーグ通算31得点を決めたFW荒田が磐田へ完全移籍、荒田と共に得点を量産したFW高崎も浦和へ復帰。また、鈴木和裕、村松潤、金澤大将など、水戸で100試合以上出場した選手との契約が終了し退団となった。
補強として、草津にレンタル移籍していた小池純輝を完全移籍で獲得。更に、前年KリーグでプレーしていたMF大橋正博が9年ぶりに水戸に復帰。また岐阜からかつて大学、JFLで得点王を経験したFW片山真人が完全移籍で、C大阪からFW白谷建人をレンタル移籍でそれぞれ獲得。下田光平、森村昂太のレンタル移籍期間も延長、更に新卒選手を7名獲得した。またこの年は外国籍選手がいないクラブとなっている。
開幕戦は勝利したもののその後5戦勝利なし。連勝は第6節-第7節の1度のみと最後まで成績は上向かないまま16位に沈んだ。総得点が19チーム中17位の29得点と、前年とは打って変わって得点力不足に苦しめられた。
この年は水戸の観客動員数をJリーグワーストから脱出させようという試みが数々行なわれ、中でもNHKの番組「欽ちゃんのワースト脱出大作戦」において通年にわたってコラボ企画が催された。特に10月31日に行われた柏戦では、観客動員をクラブ史上初の1万人突破を目標に様々なイベントが企画され、最多記録となる10,181人が来場した。その結果、年間来場者数は19チーム中18位で最下位を脱出した。なおこの年をもって木山が監督を退任し、翌期より柱谷哲二を監督に迎えることになった。

#### 2011年
チームスローガン：かけろ。
柱谷体制1年目。2010年大卒新人の藤川祐司と作田裕次が大分へ完全移籍した。他には大和田真史が栃木SCへ完全移籍、下田光平と森村昂太もレンタル期間の終了により退団。また、35試合に出場した大橋正博などが契約終了により退団した。
新加入選手でJリーグ経験者は栃木SCから移籍した岡田佑樹と、草津から移籍した尾本敬と、磐田から順天堂大学へと進学し、Jリーグ再挑戦となる岡本達也の3名のみであり、他は新卒選手9名が新たに加わった。また6月には鹿島などで活躍した元日本代表鈴木隆行（本人の希望によりアマチュア契約）の完全移籍加入があった。
1月16日の新体制会見の席上において、2010年にスポーツ振興投票対象試合安定開催特別会計から3000万円を借り入れていたこと、その返済期日が2011年1月末に迫っているが返済が困難なことから公式試合安定開催基金の借入申請を行ったことを発表した。
しかしシーズン開幕直後の3月11日、東日本大震災により水戸も大きく被災。特にホームスタジアムであるKsスタはメインスタンドを中心に著しく損傷。周辺地域も被災していることや、東京電力福島第一原子力発電所事故による放射能漏れの影響への懸念から、一時活動停止していたが、その後練習を再開。スタジアムについては代替開催可能な競技場が他になかった(前年まで準本拠地であった笠松運動公園陸上競技場はKsスタ以上に損傷が激しく、県内の周辺競技場も全て損壊していた)ため、Ksスタのメインスタンドを閉鎖（損壊箇所修繕を含めた耐震補強のため）し、バックスタンドおよびゴール裏に観客席を限定して使用することとなった。その後工事が進み、10月16日の東京V戦からメインスタンドの使用が再開された（ただし最初の2試合は工事資材の撤去作業の都合上「仮オープン」とし、10月30日の草津との試合から完全復旧となった）。
この震災の影響で、スポンサーやテレビ放映収入などの激減が予想される事から、再建計画も見直しを迫られることとなった。
やがてクラブを支援する動きは大きな広がりを見せた。岐阜や北九州は水戸をアウェーとして迎える直接対決で「震災復興支援招待席」を寄贈（前者・4月30日、後者・5月8日）。それぞれにつき水戸の応援に駆けつけるサポーターに対し500枚と300枚を用意して先着順に招待を行なった。6月3日には前述の鈴木隆行の入団を発表。代表経験者が被災クラブの援助を理由に無報酬契約を発表したことで大きく報じられた。6月17日にはテイクアンドギヴ・ニーズとの新規スポンサー契約により空白となっていたユニフォームの背中・パンツにスポンサーが入り（ユニフォームスポンサーが全て埋まるのは2006年以来5年ぶり)、また増資やサポーター有志の募金などにより、10月20日に公式試合安定開催基金からの借入金3000万円を完済。さらに12月21日には水戸市議会において初めてホームタウン・水戸市からの出資が可決された。かくして波乱に満ちた2011年シーズンの運営危機はクラブ内外の多くの助力により回避された。
なおこの年はリーグ戦の成績こそ20チーム中17位と振るわなかったものの、これまで一度も勝ち星のなかった京都から2勝を挙げ、天皇杯・3回戦ではJ1で優勝争いを繰り広げていたG大阪を延長戦の末3-2で破り、クラブ創設以来初めて公式戦でJ1クラブに勝利した。

#### 2012年
チームスローガン：たつ
柱谷体制2年目。遠藤敬佑、保崎淳が草津へ、小池純輝が東京Vへ、神村奨が新潟シンガポールへ、常盤聡が北九州へ完全移籍、鶴野太貴ら4人が退団。補強は、甲府から元日本代表の市川大祐、神戸から三島康平、徳島から輪湖直樹、名古屋から橋本晃司を完全移籍で獲得、キム・ヨンギ、石神幸征、内田航平、鈴木雄斗が新加入した。また昨シーズンはアマチュア契約だった鈴木隆行とプロ契約を結んだ。
8月に塩谷司が広島へ移籍。代わりのDFとしてFC東京から吉本一謙を始め、G大阪から星原健太を期限付き移籍、特別指定で明治大学の山村佑樹が加入。しかし吉本が加入してわずか1週間後に全治8か月の負傷で今季絶望となったため、9月に元仙台の細川淳矢が加入した。
この年は開幕から3連勝と好調で、第4節アウェー北九州戦で0-1と惜敗し連勝こそ止まったものの、第3節、4節終了時にはJ1昇格圏内の2位となる。その北九州戦を皮切りに、5試合連続勝ちなし（3分2敗）で一旦10位まで降格するも、第9節ホーム草津戦から4連勝して持ち直し、第12節終了の時点で7勝3分2敗の3位と好調を維持していた。しかし、第13節ホーム東京V戦から3連敗し、同節から後半戦初戦の第22節アウェー東京V戦まで10試合で2勝1分7敗と不調に陥り、順位も12位まで下げる。後半戦も、第32節ホーム鳥取戦から3連勝したものの、それ以外シーズン終了まで連勝がなく、最終順位は22チーム中13位に留まった。ただし観客動員については1試合平均3,973人となり2004年の記録を更新した。
9月28日、2013年度のJリーグクラブライセンス申請においてJ2ライセンスの対象となり、2012年度のリーグ戦の成績が6位以内でもJ1への自動昇格もしくはプレーオフ参加の対象とならないことがJリーグから発表された。なおクラブとしてはJ1昇格の目標を早期に達成するために、KsスタのJ1規格への改修・増築を行う間、J1規格に適合し2009年までの本拠地であった笠松運動公園陸上競技場への「一時的な復帰」も視野に入れて、同競技場を管理する茨城県など関係自治体・各方面と協議をすることも示唆している。

#### 2013年
チームスローガン：みち
柱谷体制3年目。吉原宏太、小野博信が引退。岡本達也が鳥取へ、ロメロ・フランクが山形へ完全移籍。その他市川大祐らが契約終了により退団。補強面では冨田大介が10年ぶりに復帰、横浜FCから難波宏明、新潟から木暮郁哉をレンタルで、神戸から近藤岳登を完全移籍で獲得。その他新卒選手4名が新加入した。
この年、第29節時点で7位につけたがその後10試合勝利なしで失速、2009年以来の勝ち越しのかかった最終節横浜FC戦にも敗れ15位でシーズンを終えた。なお第19節G大阪戦で2度目となるホームゲームの入場者数1万人超えを達成、年間の平均入場者数も4,630人となり前年の動員記録を塗り替えた。
この年はJ2参加14年目となり鳥栖の13年(1999年-2011年)を抜いてJ2最長となった。またJ1ライセンスは前年と同様の理由で交付されずJ2ライセンスのみの交付となった。

#### 2014年
チームスローガン：そう
柱谷体制4年目。輪湖直樹が柏へ、橋本晃司が大宮へ完全移籍。近藤岳登ら7人が退団。補強は湘南から馬場賢治・横浜FCから中里崇宏・名古屋から吉田眞紀人をレンタルで、神戸から金聖基・新潟から小谷野顕治・川崎から田中雄大を完全移籍で獲得。その他新卒3名が新加入した。シーズン中にオズマールを獲得した。
この年は前年からさらに年間動員数を増やしたものの、成績面では第23節から8試合勝利なしなど勝ち星を伸ばせず、前年と同じ15位に終わった。収支面ではユニフォームスポンサーの撤退により4期ぶりの赤字となった。
またこの年もスタジアム問題を解決できずJ2ライセンスの交付となった。

#### 2015年
チームスローガン：皆翔 (かいしょう)
柱谷体制5年目。広瀬陸斗が徳島へ完全移籍。西岡謙太ら8人が退団。補強は湘南から岩尾憲・宮市剛・松本からパク・カンイル、シーズン途中から新潟の鈴木武蔵などをレンタルで、山﨑貴雅を完全移籍で獲得。その他新卒3名が新加入した。
5月以降の7試合を2分5敗で順位が急落、6月6日第17節北九州戦に敗れ21位の降格圏に陥ったことにより、翌日柱谷を解任。後任にはヘッドコーチの西ヶ谷隆之が暫定監督を経て正式に就任した。監督交代後もリーグ戦では1度も連勝がなく勢いが続かなかったことや序盤の不振の影響もあり、過去最低の19位であったが残留を果たした。天皇杯は3回戦で鹿島と対戦、互いに無得点で迎えたPK戦を3-2で破り公式戦で初勝利したが次の4回戦でFC東京に敗れた。
この年、年間観客動員数が10万人の大台を突破したが、例年通りの事情でJ2ライセンスの交付となった。

#### 2016年
チームスローガン：全力
西ヶ谷体制2年目。田中雄大が神戸、馬場賢治が讃岐へ移籍、鈴木武蔵のレンタル移籍期間満了などで16人の選手が退団。補強は、磐田から木下高彰、栃木SCから湯澤洋介、大分から兵働昭弘、千葉から佐藤祥、伊藤槙人、金沢から佐藤和弘、名古屋から佐藤和樹、山形から萬代宏樹を完全移籍で、4年ぶりの復帰になるロメロ・フランク、ベトナム代表のグエン・コンフォン、浦和から斎藤翔太をレンタル移籍で獲得。その他新卒2名が新加入した。
シーズン中には、ユ・ロモンが新加入し、山口から福井諒司、新潟から平松宗、岡山から久保裕一をレンタル移籍で加入する一方で、チームトップの9得点を挙げていた三島康平が松本へ完全移籍した。
2016年7月16日に行われた第23節FC岐阜戦でJ2通算200勝を達成したが最終順位は13位。天皇杯は1回戦で埼玉県代表の東京国際大学に勝利したが2回戦で清水に敗れた。またJリーグライセンスは例年通りの事情でJ2ライセンスの交付となった。

#### 2017年
チームスローガン：前進
西ヶ谷体制3年目。山﨑貴雅がレンタル移籍先のJFL・八戸、池ヶ谷颯斗がレンタル移籍先の鳥取、兵働昭弘が甲府へ完全移籍、久保裕一、ロメロ・フランクのレンタル移籍期間満了などで10名が退団した。補強は山形から林陵平、琉球から田中恵太、JFL・FC大阪から浜崎拓磨、Kリーグ・全北現代からクォン・ヨンジンを完全移籍で、大宮から小島幹敏、松本から前田大然、札幌から昨年福島でプレーしたパウロン、京都から昨年JFL・FC大阪プレーした齊藤隆成をレンタル移籍で獲得。東海1部・鈴鹿へレンタル移籍していた角口大征、岡田明久が復帰、斎藤翔太のレンタル移籍期間が延長され、福井諒司が完全移籍に移行、ユースから中川洋介が昇格した。また、高知大学から元田龍矢が入団したが今シーズンはSリーグ・アルビレックス新潟シンガポールへレンタル移籍した。2月16日には、2012年から2013年まで水戸のエースとして活躍した橋本晃司が川崎フロンターレより復帰することが発表された。
シーズン中には、熊本から齋藤恵太を完全移籍で、磐田から清水貴文、鹿島から小泉勇人、札幌から永坂勇人をレンタル移籍で獲得する一方で、角口大征がJFL・東京武蔵野、岡田明久が東海1部・鈴鹿へ育成型レンタル移籍、萬代宏樹が長野、田中恵太が琉球、伊藤槙人が藤枝へレンタル移籍、クォン・ヨンジンが契約解除となった。
第8節から第20節までクラブ新記録となる13試合連続無敗を記録し、一時期は4位まで浮上したが最終順位は14位。天皇杯は2回戦で熊本に延長戦の末敗戦。Jリーグライセンスは例年通りJ2ライセンスの交付となった。シーズン終了後、2年半チームを率いた西ヶ谷隆之が退任した。

#### 2018年
チームスローガン：一新
新監督に千葉コーチで監督代行の経験もある長谷部茂利を招聘。
MF橋本晃司、FW山村佑樹らが契約満了で退団。GK笠原昂史が大宮へ、MF内田航平が徳島へ、MF佐藤和弘が甲府へ、MF湯澤洋介が京都へ、FW林陵平が東京Vへ完全移籍。期限付き加入中のDFパウロン（栃木SCへ完全移籍）、MF清水貴文（栃木Uへ完全移籍）、FW前田大然（松本に復帰）が期限付き移籍満了。DF今瀬淳也（富山）、GK石井綾（福島）、DF木下高彰（藤枝）が期限付き移籍。
一方、大宮からGK松井謙弥、徳島からDF冨田大介とMF木村祐志を獲得、MF田中恵太（琉球）、DF伊藤槙人（藤枝）、MF元田龍矢（新潟S）が期限付き移籍から復帰、DFジエゴ（ジョインビレEC）、FW岸本武流（C大阪）、MF前寛之（札幌）、FWジェフェルソン・バイアーノ（AAサンタ・リタ）、MF黒川淳史（大宮）が期限付き加入。GK長谷川凌（市立船橋高）、MF平野佑一（国士舘大）が新加入し、MF大原彰輝がユースから昇格。
2019シーズンのJリーグライセンスは、ホームスタジアムについて、成績面でJ1昇格要件を満たした場合に、入場可能人数15,000人を満たす笠松運動公園陸上競技場にライセンスを充足するための改修工事を実施する（J1昇格要件を満たさなかった場合は引き続きケーズデンキスタジアム水戸を使用する）前提でJ1ライセンスを申請。これが認められ、条件付きながらクラブとして初めてJ1ライセンスが交付されることとなった が、シーズン最終順位が10位となったことで「J1昇格のための順位要件を充足できずスタジアムの短期改修工事を行わないことが確定したこと」により、最終的に2019シーズンはJ2ライセンスへ変更となった。

#### 2019年
チームスローガン：彩 (いろどり)
長谷部体制2年目。開幕3連勝で第2節には首位に立ち、次節には首位を明け渡したものの、開幕から12戦無敗（7勝5分）で第9節から再び首位となる。第13節でシーズン初敗戦と同時に首位陥落した後、1位と2位を推移するが、第18節から4戦勝てず、前半戦終了時点で4位。後半戦も、J1昇格プレーオフ圏内の6位以上を維持していたが、第34、35節でシーズン初の連敗を喫し7位に転落、直後に首位柏に勝利し5位浮上したものの、第38節徳島に敗れ8位に後退、第40節に再び4位浮上したが、最終2節で徳島、甲府、そして得失点差で並んでいた山形に総得点の差でかわされ7位となり、過去最高順位は達成したものの、僅差でプレーオフ進出を逃した。シーズンオフに長谷部監督が福岡の監督に就任するためこのクラブからは退任、後任には秋葉忠宏が監督に就任。

#### 2020年
秋葉体制1年目。後述の新スタジアム建設構想の発表に伴い、2020年度ライセンス（2019年申請）から適用された「スタジアムの例外規定2」の特例 の適用申請を行った。これによりJ1ライセンスが承認され、J1昇格案件の順位を満たした場合でも、前年までとは異なり、継続してケーズデンキスタジアム水戸を本拠地として使用することができるとしている。
その後9月のJリーグ理事会において、上記例外規定適用による通常のJ1ライセンス交付が認められた。
J2リーグ戦では、山口一真がリーグ4位の15得点、中山仁斗が同6位の13得点を挙げるなど、優勝した徳島を上回りリーグ最多の68得点を挙げたものの、失点がワースト4位タイの62もあり、複数得点を挙げた試合20に対し複数失点した試合も21（重複あり）で、前年から順位を落とし9位に終わった。

#### 2021年
チームは前年より1つ順位を落とし10位。
また、9年ぶりに北関東ダービー王者の座を群馬に譲ることとなった。

#### 2022年
第1節の大分戦が新型コロナウイルスの影響で延期。
2、3、4節を連続で落とし、第5節でシーズン初勝利、第6節ホーム初勝利を挙げた。
しかしそこから4試合勝ちなし。順位は20位となった。それでも少しずつ順位を上げ11位で前半戦を終える。
後半戦は一進一退であったが第35節で盛岡に敗れてから延期となっていた31節を含む7戦勝ちなしで14位に後退。しかし41節栃木SC戦、最終節群馬戦を連続で後半アディショナルタイムに逆転弾を叩き込み連勝。2年ぶりに北関東ダービーを制し順位を13位に上げてシーズンを終えた。
チームは負け越しが見込まれ、早い段階でJ1昇格・プレーオフ圏外の7位以下となることが確定したことを受け、10月2日に秋葉忠宏が今季で監督を退任することが発表された。
最終成績は14勝12分16敗の13位。天皇杯は2回戦で山口に敗退。

#### 2023年
- 完全移籍加入

草野侑己、安永玲央（横浜FC）、長井一真（京都サンガF.C.）
- 期限付き移籍加入

武田英寿（浦和レッズ/育成型）、小原基樹（サンフレッチェ広島）
- 期限付き移籍期間延長

唐山翔自（ガンバ大阪）、鵜木郁哉（柏レイソル）
- 復帰

田辺陽太（おこしやす京都AC）
- 完全移籍

三國スティビアエブス（FC岐阜）、鈴木喜丈（ファジアーノ岡山）、曽根田穣（愛媛FC）、森勇人（カマタマーレ讃岐）、木下康介（京都サンガF.C.）
- 期限付き移籍

音泉翔眞（AC長野パルセイロ）
- 期限付き移籍期間満了

椿直起（横浜F・マリノス→ジェフユナイテッド千葉へ完全移籍）、土肥航大（サンフレッチェ広島→ヴァンフォーレ甲府へ期限付き移籍）
- 退団

平田海斗（ラインメール青森FC）、小澤章人（ブラウブリッツ秋田）、レオナルド・ブローダーセン（de:FC Teutonia 05 Ottensen）
最終成績は11勝14分17敗の17位。天皇杯は2年連続で、2回戦で山口に敗退。

#### 2024年
ルヴァン杯は1stラウンド1回戦でY.S.C.C.横浜に敗退。
5月4日付けで濱崎芳己監督が解任、代わりに暫定的にディベロップメントコーチでOBの森直樹がコーチとして指揮、その後監督として正式に指揮を取る事が決まった。
J2リーグ戦は降格争いに巻き込まれながらも最終的には15位でフィニッシュ。天皇杯は3回戦敗退。
ホーム最終戦では、長く水戸に在籍した本間幸司が本年限りでの引退を表明したため、引退試合を挙行。対戦相手が昇格プレーオフ争いをしている山形であったため、ホーム・アウェイともサポーターの入りが多く、ホームゲーム最多入場者数となる10,488人の入場となった。

#### 2025年
昨年に引き続き森直樹が指揮を取り開幕。例年のように選手の入れ替わりの多いオフであったが、新戦力が活躍し7連勝を飾るなどし、J2リーグ戦前半戦を首位と同勝ち点の2位で折り返した。特に5月度のJリーグ月間表彰では、月間MVPに渡邉新太（4月度から連続）、月間ベストゴールに齋藤俊輔（2025年5月6日・第14節山口戦）、月間優秀監督賞に森直樹と3冠を獲得した。
ルヴァン杯は1stラウンド2回戦でJ1ガンバ大阪に敗退。天皇杯は1回戦でJ3相模原に敗退。

## ダービーマッチ

### 茨城ダービー
鹿島アントラーズとの対戦。

### いばらきサッカーフェスティバル
2005年から開始された、シーズン開幕前に行われる鹿島アントラーズとのプレシーズンマッチ。

## タイトル

### リーグ戦
- 関東サッカーリーグ1部：1回（プリマハムFC土浦）
  - 1995年

### カップ戦
- 全国社会人サッカー選手権大会：1回 （プリマハムFC土浦）
  - 1995年
- 全国地域リーグ決勝大会
  - 準優勝：1996年 （プリマハムFC土浦）

## スタジアム・練習場

### スタジアム

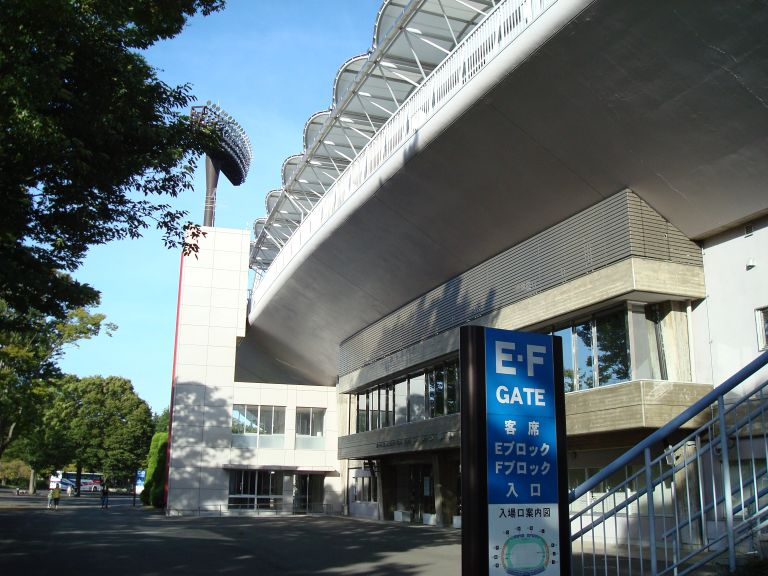
笠松運動公園陸上競技場

ホームスタジアムは水戸市立競技場（ケーズデンキスタジアム水戸、通称「Ksスタ」）。Ksスタは2009年に改修されるまでは収容人員がわずか5,000人しかなく照明設備もなかったため、Jリーグのホームスタジアム規定を満たせなかったことから、開催基準を満たす笠松運動公園陸上競技場（那珂市）を長年ホームスタジアムとしていたほか、笠松が2002年の全国高等学校総合体育大会（インターハイ）のメイン会場となり改修工事が行われた2000年はひたちなか市総合運動公園陸上競技場（ひたちなか市）と日立市民運動公園陸上競技場（日立市）の2会場を中心に主催試合を行なった。また平日のナイターの一部を隣県の栃木県グリーンスタジアムで開催している。
Ksスタが2009年まで改修が行われなかったのは、JFL参入時のクラブと水戸市との軋轢に由来する。1996年にJFL昇格を決めたプリマハムFC土浦と合併し、水戸市を本拠地としてJFLでの活動を目指していたFC水戸であったが、市の反応は極めて冷ややかであった。当時の水戸市長であった岡田広は水戸商業高校の野球部応援団OBであり圧倒的な野球派でサッカー嫌いであったが、奇しくも当時のクラブ代表であった石山徹が同校のサッカー部OBであったため、水戸市へのJFL誘致を巡って両者はたちまち犬猿の仲となった。結局双方とも対立したまま歩み寄ることはなく、最終的に水戸市は本拠地とすることを認める代わり、クラブに対し「競技場・練習場の供給を含む一切の資金援助を求めない」とする覚書を提出させた。この確執が長きにわたりクラブに禍根を残すこととなり、ホーリーホックがJリーグに参入する時も水戸市はこの覚書を盾にKsスタの整備予算を計上せず、笠松など市外のスタジアムの使用を余儀なくされたものである。
2007年、老朽化が進んでいたKsスタをホームスタジアムとするべく改修工事に入る。2009年11月に改修工事が竣工。命名権により「ケーズデンキスタジアム水戸」（Ksスタ）の名称が与えられ、晴れて水戸市にホームスタジアムを構えることとなり、2009年11月8日のベガルタ仙台戦から使用を開始、この年は終盤の3試合を開催、2010年度から正式に本拠地登録をKsスタに変更し、原則として主管全試合を開催してきた。
なお、Ksスタは2009年の改修後もJ1基準の収容人員（15,000人）を満たしていないため、水戸市議会がKsスタのJ1基準への改修工事を行なう方針を発表、事業に着手した。当初は2016年の完成を目指していた が、用地取得の問題から2017年時点でも本格的な工事着手の目途は立っておらず、2017年3月の水戸市議会で、高橋靖水戸市長が、2019年に茨城県で行われるいきいき茨城ゆめ国体終了後の工事着手を目指す方針であると意向表明している。
一方で、2016年度の公認陸上競技場認定の更新に向けたインフィールドの改修工事が先行して行われており、2015年は芝生の入れ替え工事・およびそれに付随した養生期間が必要 であるため、開幕当初から5月までに予定される5試合を5年ぶりに笠松で開催し、Ksスタでの開催は5月17日の大分戦以後となった。
2018年6月29日、クラブは2019年シーズンのJ1クラブライセンス取得に向けた申請書類を提出したことを公表。Ksスタと22,002人収容の笠松の両方をホームスタジアムとして申請し、J1ライセンスを取得して順位条件を満たしてJ1に昇格した場合はJ1スタジアム基準を充足するように短期での改修を施した上で、原則として笠松でホームゲームを行い、J1昇格が果たせなかった場合は引き続きKsスタを使用する方針とし、条件付きながらJ1ライセンスを取得することができた。ただし最終的に成績面でJ1昇格条件を満たせなかったことから、笠松の短期改修を見送ることとなり、J2ライセンスへの変更が確定した（2019年も同様の申請を行い、認められている）。
しかし、その間もKsスタのスタンド増設交渉が難航し進展が進んでいないことから、2019年8月26日に水戸市長・高橋靖が定例会見で「現在芝生席となっているゴール裏・サイドスタンドを立見席にしたうえで、収容可能人員をJ1基準まで充足できるようにする」方針を固めたことを明らかにし、2019年9月水戸市議会で基本計画策定用の補正予算案500万円を計上することを提案した。今後2020年度に計画設計をして、2024年度をめどに完成させたいとしている。
主本拠地
- 1997年・1998年前期（以上旧JFL）・2001年-2009年秋（J2）：笠松運動公園陸上競技場
- 1998年後期（旧JFL）・1999年（JFL）・2000年（J2）：ひたちなか市総合運動公園陸上競技場
- 2009年秋（J2）以後（ただし、公式には2010年に移転）：ケーズデンキスタジアム水戸

### 新スタジアム構想
水戸市のKsスタ改修の動きとは別に、クラブは2019年11月22日に記者会見を開き、クラブ自前のスタジアム及びアカデミー拠点を整備する方針を明らかにした。。共に水戸市内の鉄道駅或いはインターチェンジ近くに立地させることを念頭に複数の候補地を検討しているという。スタジアムは収容人員がJ1基準を満たす1万5千人から2万人規模の球技専用スタジアムを想定しており、総工費は100億円を見込んでいる。民設民営方式による整備を想定し、資金調達については既に「県外の複数企業から何十億、何百億という(単位の)話がきている」とし、設計施工、ファイナンスなど賛同してくれる企業が集まっていることも明かしており、クラブ創設30周年となる2024年完成を目指すという。一方でこのクラブの動きに対し、水戸市は今回のクラブのスタジアム新設構想の推移を見守るとして、KsスタのJ1基準化工事の設計・着工時期の見直しを示唆している。
なお上述の通り、2020年7月に提出した2021年度ライセンスでは、上記新スタジアム建設計画を踏まえた特例適用を申請しており、2020年のJ2でJ1昇格案件を満たす順位をクリアし、かつJ1ライセンスを承認された場合でも継続してKsスタを使用できるようになる予定である。
その後、新スタジアムの竣工目標について、当初より4年ずらして2028年の完成を目指すこと、また水戸市にこだわらず、Jリーグ登記の15自治体のホームタウンの中からスタジアムの建設場所の候補地を募り、その中から2023年中に最終的な建設予定地を決めるとしている。これは新型コロナウィルスにより、2020年からリーグ戦の中断や、リモートマッチ・入場者数制限などが敷かれ、経営の立て直しが必要とされたことから、新スタジアムの2024年の完成を断念し、4年程度遅らせることにしたとされる。
しかし、2024年4月、人件費や建設費の高騰などを理由に、民設民営ではなく公設（ホームタウンの市町村が建設）にする方針に変えた。具体的な予定地は水戸市を第1候補として同市と検討している。クラブ社長の小島耕は、「用地取得交渉や建設予定地の周辺道路を含めたインフラ整備は行政等の補助金など資金協力が必須である」と説明している。
一方、既存のKsスタを所有する水戸市の高橋靖市長は、2025年2月25日の定例会見にて、2019年から本年に至るまでの水戸ホーリーホックによる一連の構想について、全ての構想が市に対しての一切の協議がない中で発表されたものであることを公表。2019年当時に市が計画していたKsスタの改修計画がホーリーホック側の自営スタジアム建設構想を受けて取りやめとなった経緯にも触れ、200億円ともされる建設費を税金で賄うことは市民に理解されるものではなく、既設改修・新設共にハード事業を水戸市で行う考えはない、とし、ホーリーホックには水戸市側が悪いというストーリーを作らないで欲しいと求めている。

### スタジアム・大会別試合数
- 2000年のJ2加盟以後。[53]

| 年度 | リーグ戦 | リーグ戦 | リーグ戦   | リーグ戦    | Jリーグ杯 | 備考                                                                                    |
| 年度 | 水戸     | 笠松     | ひたちなか | その他      | Jリーグ杯 | 備考                                                                                    |
| 2000 | 0        | -        | 9          | 日立9 栃木2 | 栃木1     | 笠松改修工事中のため、この年は暫定的にひたちなかを登記上の本拠地とする                  |
| 2001 | 0        | 8        | 11         | 栃木3       | 栃木1     | 笠松改修竣工、本拠移転                                                                  |
| 2002 | 2        | 10       | 10         | -           | 不参加    |                                                                                         |
| 2003 | 4        | 14       | 4          | -           | 不参加    |                                                                                         |
| 2004 | 2        | 19       | 0          | 栃木1       | 不参加    |                                                                                         |
| 2005 | 0        | 21       | 1          | -           | 不参加    |                                                                                         |
| 2006 | 1        | 22       | 1          | -           | 不参加    |                                                                                         |
| 2007 | 1        | 20       | 1          | 日立1 足利1 | 不参加    | 水戸改修着工                                                                            |
| 2008 | -        | 17       | 2          | 日立1       | 不参加    |                                                                                         |
| 2009 | 3        | 19       | 3          | -           | 不参加    | Ksスタ（水戸）改修竣工                                                                  |
| 2010 | 17       | 1        | 0          | -           | 不参加    | この年より本拠地を笠松からKsスタに正式移転                                              |
| 2011 | 19       | 0        | 0          | -           | 不参加    | この年より主催全試合Ksスタで開催 震災によりメインスタンド被害があり、使用不可の時期あり |
| 2012 | 21       | 0        | 0          | -           | 不参加    | J2ライセンス初交付                                                                      |
| 2013 | 21       | 0        | 0          | -           | 不参加    |                                                                                         |
| 2014 | 21       | 0        | 0          | -           | 不参加    |                                                                                         |
| 2015 | 16       | 5        | 0          | -           | 不参加    | 序盤5試合はKsスタの芝生養生のため笠松で開催（上述）                                     |
| 2016 | 21       | 0        | 0          | -           | 不参加    |                                                                                         |
| 2017 | 21       | 0        | 0          | -           | 不参加    |                                                                                         |
| 2018 | 21       | 0        | 0          | -           | 不参加    | 条件付きでJ1ライセンス交付                                                              |
| 2019 | 21       | 0        | 0          | -           | 不参加    | 条件付きでJ1ライセンス交付                                                              |
| 2020 | 21       | 0        | 0          | -           | 不参加    | 正式にJ1ライセンス交付                                                                  |
| 2021 | 21       | 0        | 0          | -           | 不参加    |                                                                                         |
| 2022 | 21       | 0        | 0          | -           | 不参加    |                                                                                         |
| 2023 | 21       | 0        | 0          | -           | 不参加    |                                                                                         |
| 2024 | 19       | 0        | 0          | -           | 0         |                                                                                         |
| 2025 | 19       | 0        | 0          | -           | 1         |                                                                                         |

### スタジアムDJ
スタジアムDJは日立市のケーブルテレビ「JWAY」の寺田忍が担当している。寺田はホームゲームの進行役はもちろんのこと、アウェイの試合にもサポーターの一員としてたびたび自主参加し、試合開始前にはアウェイ側サポーター席でトラメガ片手にホームゲーム同様の選手紹介を行なっている。またスタジアムの場内演出は茨城大学の学生によるボランティアで運営されており、寺田のDJ活動も2003年の同大在学時からの無報酬ボランティアである。

### スタジアムグルメ
スタジアムの飲食売店はお好み焼きやカレーライスなどの定番メニューから、水戸納豆を使用した「ねばり丼」やB級グルメ「みとワングランプリ」を受賞した「ちゃあしゅうバーガー」など地域色を生かしたメニューまで豊富にそろっている。しかし2009年に食中毒事件が起こり、一時は全ての飲食売店に営業停止命令が出された。ほどなく原因となった食品が特定され、該当店舗の出店禁止処分とともに売店営業が再開された。

### 練習場
2018年以降、練習は城里町の複合施設「城里町七会町民センター」（通称「アツマーレ」）を使用している。2017年までは那珂川の河川敷に整備されたチーム専用グラウンドであるホーリーピッチ（水戸市水府町）の他、水戸市立サッカー・ラグビー場（ツインフィールド、水戸市河和田町）など水戸市近郊のグランドを利用していた。
JリーグではJ1ライセンスの発給条件の一つとして「クラブハウスに隣接したフルサイズの天然芝グラウンドが常時利用可能であること」を求めているが、ホーリーピッチ・ツインフィールドとも近接地にクラブハウスを設けるのが困難であった。この窮状を見た水戸市に隣接する城里町が、2015年3月に廃校となった旧城里町立七会中学校の校舎及びグラウンドを活用する案をクラブに打診。水戸市内からやや遠いという難点はあるものの、校舎が1997年建設と比較的新しいことや天然芝グラウンド2面を確保できる敷地の広さ、また町民の多くからも賛同を得られていることなどから、クラブも練習場の移転を前向きに検討し、2016年7月には、クラブ側が最低10年間施設をクラブハウス及び練習場として使用する旨の協定書を締結。同年シーズンオフには旧七会中で感謝イベントを開催した。
城里町ではこれを受け、2016年末から順次施設改修工事を開始。町役場支所・公民館の機能を併せ持った施設として整備を行った。工事完成間際には追加工事分を加えた変更契約議決が否決される などの紆余曲折もあったが、最終的に変更契約議案も可決され、2018年1月に施設が完成した。
近隣の公営住宅を活用し、水戸市内にある選手寮を練習場のそばに移転させる案も出ていたが、その案はその後消滅し、2022年3月に水戸市内に新たな選手寮『若龍寮』を建設し供用を開始している。

## ホームタウン

### 水戸市との関係
前述のとおり、ホーリーホックはJFL参入時の水戸市との軋轢により地元自治体の支援を受けられず、また支持されてもいないという理由からスポンサーの獲得も難しく、不安定な経営基盤まま出発を余儀なくされた。ホーリーホックが「地域密着」を謳うJリーグクラブとなっても引き続き市からの財政支援はなく、また水戸から遠く離れた場所で試合が行なわれていたことから地元水戸市民の関心・認知度は極度に低迷し、観客動員・チーム成績・クラブ予算のあらゆる面でJリーグ最低規模での運営が続いた。
しかし2003年4月に加藤浩一が新市長に就任したのを機に市の対応にも変化が生じる。ホーリーピッチの整備やKsスタの改修工事など市側がホーリーホックを念頭に置いた環境整備を行うようになり、2009年の本拠地移転後は観客動員も徐々に増加の兆しを見せていた。しかし、2010年はスポンサーの撤退などにより資金難となった。前述の確約により市の資金援助も得られず、2011年1月に公式試合安定開催基金から3000万円を借り入れる事態となった。追い打ちをかけるように同年3月に東日本大震災により被災。一気にクラブ存続の窮地に追い込まれる中、同年5月にクラブへの積極支援を表明していた高橋靖が新市長に就任。これにより双方の関係は劇的に改善し、水戸市は震災で市庁舎が全壊し仮設庁舎での業務を余儀なくされている中にあって、同年12月にクラブへの出資を可決。ここに至って15年にも及んだ水戸市との確執はついに解消され、覚書については両者同意の元無効化された。
なお現在はKsスタのJ1ライセンス獲得に向けた増席改修が新たな問題として浮上しており（前述）、行政のみならず市民の総意に訴える活動を目指すとしている。

### ホームタウン推進協議会
ホームタウンは元々水戸市のみであったが、2002年に周辺のひたちなか市・那珂市・笠間市・小美玉市・茨城町・大洗町・城里町・東海村の8市町村を加えた「水戸ホーリーホック・ホームタウン推進協議会」が発足した。以後毎年ホームゲーム開催時に「市町村の日」を設け、住民の無料招待や地域の紹介展示、特産品の抽選配布など準ホームタウンとしての地域提携が行なわれている。また2012年に本協議会の5市町がクラブへの出資を表明していることが明らかになった。
8市町村は、2017年11月21日に正式にホームタウンとして承認されている。

## ユニフォーム

### チームカラー
- 青[1][2]

### ユニフォームスポンサー
| 掲出箇所   | スポンサー名           | 表記             | 掲出年      | 備考                     |
| 胸         | ケーズホールディングス | K's ケーズデンキ | 2001年 -    | 1999年 - 2000年は背中    |
| 鎖骨左部   | アダストリア           | ADASTRIA         | 2021年 -    |                          |
| 鎖骨右部   | なし                   | -                | -           |                          |
| 背中上部   | JX金属                 | JX JX金属        | 2023年 -    | 2022年5月 - 同年10月は袖 |
| 背中下部   | JX金属                 | カッパーくん     | 2025年 -    |                          |
| 袖         | 太平電業               | 太平電業         | 2025年5月 - | 左袖                     |
| パンツ前面 | タカノフーズ           | タカノフーズ     | 2021年 -    |                          |
| パンツ背面 | 大和証券               | 大和証券         | 2023年 -    |                          |

### ユニフォームサプライヤーの遍歴
- 1999年 - 2005年：プーマ
- 2006年 - 2011年：マイター
- 2012年 - 2020年[64]：ガビック
- 2021年[65] - 現在：サッカージャンキー

### 歴代ユニフォーム
| FP 1st      | FP 1st      | FP 1st | FP 1st      | FP 1st      |
| ----------- | ----------- | ------ | ----------- | ----------- |
| 2000 - 2002 | 2003 - 2004 | 2005   | 2006 - 2007 | 2008 - 2009 |
| 2010        | 2011        | 2012   | 2013        | 2014        |
| 2015        | 2016        | 2017   | 2018        | 2019        |
| 2020        | 2021        | 2022   | 2023        | 2024        |
| 2025 -      |             |        |             |             |
|             |             |        |             |             |

| FP 2nd      | FP 2nd      | FP 2nd      | FP 2nd      | FP 2nd |
| ----------- | ----------- | ----------- | ----------- | ------ |
| 2000 - 2002 | 2003 - 2005 | 2006 - 2007 | 2008 - 2009 | 2010   |
| 2011        | 2012        | 2013        | 2014        | 2015   |
| 2016        | 2017        | 2018        | 2019        | 2020   |
| 2021        | 2022        | 2023        | 2024        | 2025 - |
|             |             |             |             |        |

### 歴代ユニフォームスポンサー表記
| 年度 | 箇所             | 箇所         | 箇所                                   | 箇所                   | 箇所                  | 箇所                     | 箇所                                 | 箇所       | サプライヤー |
| 年度 | 胸               | 鎖骨左       | 鎖骨右                                 | 背中上部               | 背中下部              | 袖                       | パンツ前面                           | パンツ背面 | サプライヤー |
| 1999 | Netz TOYOTA      | 解禁前       | 解禁前                                 | K's ケーズデンキ       | 解禁前                | 茨城銀行                 | -                                    | 解禁前     | PUMA         |
| 2000 | Netz TOYOTA      | 解禁前       | 解禁前                                 | K's ケーズデンキ       | 解禁前                | トモエ乳業               | -                                    | 解禁前     | PUMA         |
| 2001 | K's ケーズデンキ | 解禁前       | 解禁前                                 | -                      | 解禁前                | トモエ乳業               | -                                    | 解禁前     | PUMA         |
| 2002 | K's ケーズデンキ | 解禁前       | 解禁前                                 | -                      | 解禁前                | トモエ乳業               | -                                    | 解禁前     | PUMA         |
| 2003 | K's ケーズデンキ | 解禁前       | 解禁前                                 | -                      | 解禁前                | トモエ乳業               | -                                    | 解禁前     | PUMA         |
| 2004 | K's ケーズデンキ | 解禁前       | 解禁前                                 | -                      | 解禁前                | トモエ乳業               | -                                    | 解禁前     | PUMA         |
| 2005 | K's ケーズデンキ | 解禁前       | 解禁前                                 | - / imx                | 解禁前                | - / CMC                  | - / 思学舎モア                       | 解禁前     | PUMA         |
| 2006 | K's ケーズデンキ | 解禁前       | 解禁前                                 | imx                    | 解禁前                | CMC                      | 思学舎モア                           | 解禁前     | mitre        |
| 2007 | K's ケーズデンキ | 解禁前       | 解禁前                                 | imx / -                | 解禁前                | -                        | -                                    | 解禁前     | mitre        |
| 2008 | K's ケーズデンキ | 解禁前       | 解禁前                                 | 水戸証券               | 解禁前                | 茨城空港 IBΛRΛKI ΛIRPORT | -                                    | 解禁前     | mitre        |
| 2009 | K's ケーズデンキ | 解禁前       | 解禁前                                 | 水戸証券               | 解禁前                | 茨城空港 IBΛRΛKI ΛIRPORT | -                                    | 解禁前     | mitre        |
| 2010 | K's ケーズデンキ | 解禁前       | 解禁前                                 | -                      | 解禁前                | -                        | -                                    | 解禁前     | mitre        |
| 2011 | K's ケーズデンキ | 解禁前       | 解禁前                                 | - / One Heart Wedding  | 解禁前                | seekel                   | - / ARK CLUB GEIHINKAN               | 解禁前     | mitre        |
| 2012 | K's ケーズデンキ | 解禁前       | 解禁前                                 | - / ARK CLUB GEIHINKAN | 解禁前                | seekel                   | - / ARK CLUB GEIHINKAN               | 解禁前     | GAViC        |
| 2013 | K's ケーズデンキ | 解禁前       | 解禁前                                 | - / ARK CLUB GEIHINKAN | 解禁前                | -                        | - / ARK CLUB GEIHINKAN               | 解禁前     | GAViC        |
| 2014 | K's ケーズデンキ | 解禁前       | 解禁前                                 | -                      | 解禁前                | -                        | -                                    | 解禁前     | GAViC        |
| 2015 | K's ケーズデンキ | 解禁前       | 解禁前                                 | -                      | 解禁前                | -                        | ガールズ&パンツァー GIRLS und PANZER | 解禁前     | GAViC        |
| 2016 | K's ケーズデンキ | 解禁前       | 解禁前                                 | - / Vietnam Airlines   | -                     | -                        | （あんこうマーク）                   | 解禁前     | GAViC        |
| 2017 | K's ケーズデンキ | 解禁前       | 解禁前                                 | -                      | -                     | -                        | （あんこうマーク）                   | 解禁前     | GAViC        |
| 2018 | K's ケーズデンキ | -            | -                                      | -                      | -                     | -                        | （あんこうマーク）                   | 解禁前     | GAViC        |
| 2019 | K's ケーズデンキ | Z-SPORTS     | Z-CRAFT                                | - / Atræ               | Netz ネッツトヨタ茨城 | -                        | （あんこうマーク）                   | 解禁前     | GAViC        |
| 2020 | K's ケーズデンキ | -            | -                                      | :Atrae                 | -                     | -                        | -                                    | -          | GAViC        |
| 2021 | K's ケーズデンキ | - / ADASTRIA | - / .st ドットエスティ                 | :Atrae                 | -                     | -                        | タカノフーズ                         | -          | Soccer Junky |
| 2022 | K's ケーズデンキ | ADASTRIA     | -                                      | :Atrae                 | -                     | - / JX JX金属            | タカノフーズ                         | -          | Soccer Junky |
| 2023 | K's ケーズデンキ | ADASTRIA     | - / TANiOBIS inspiring metal evolution | JX JX金属              | -                     | -                        | タカノフーズ                         | 大和証券   | Soccer Junky |
| 2024 | K's ケーズデンキ | ADASTRIA     | TANiOBIS inspiring metal evolution     | JX JX金属              | -                     | -                        | タカノフーズ                         | 大和証券   | Soccer Junky |
| 2025 | K's ケーズデンキ | ADASTRIA     | -                                      | JX JX金属              | カッパーくん          | 太平電業                 | タカノフーズ                         | 大和証券   | Soccer Junky |

- 2014年（創設20周年）、2019年（同25周年）の袖および2024年（同30周年）の胸には、それぞれ記念ロゴマークがついた。

## アカデミー
- 水戸ホーリーホックユース
- 水戸ホーリーホックジュニアユース
- 水戸ホーリーホックジュニア

## 海外クラブとの提携
- ハノーファー96 (ドイツ) - 育成業務提携 (2023年7月から3年間) [66]
- ソンラム・ゲアンFC (ベトナム) - 包括的連結協定 (2024年1月1日～2025年7月3日) [67][68]

## 公式ソング
- 走れ☆ホーリーホック！（作詞・作曲・編曲・歌：eco）

2005年に発表された初の公式応援ソング。チアリーディング用の振り付けも考案された。試合会場のBGMとして多用されたため観戦に訪れた多くのアウェイサポーターにもメロディが刷り込まれてしまったことから「水戸の洗脳ソング」との異名をとった。
- 蒼く染まれ（作詞・歌：shotaro　作・編曲：和田春）

2011年発表。試合会場では主に試合のダイジェスト映像やボールパーソン入場時のBGMなどに用いられた。
- Ole ホーリーホック ～葵の魂を見せてやれ～（作詞・作曲・編曲・歌：磯山純）

2014年11月1日のホーム横浜FC戦にて本人のミニライブとともに発表された。2014年時点においてCD販売等はされていない。
- 無限の力（作詞・作曲・編曲・歌：宇宙まお）

2014年11月15日のホーム栃木SC戦にて本人のミニライブとともに発表された。CDには表題曲のほか「あの子がすき」も収録されている。
- スーパースター（作詞：NAOI　HIRO　作曲：NAOI　編曲：Ryo Miyata　Kazuki　歌：BxAxG）

2015年2月26日に新応援ソングとして発表。5月17日のホーム大分戦ではミニライブとCDの先行販売が行われた。

## eスポーツ
2020年2月10日、eスポーツチーム設立を発表し、併せて所属選手の募集を開始。茨城県内の在住または在勤・在学者を対象に2名採用する。
2021年3月に開催された「eスポーツチャレンジカップ2021」の優勝者・準優勝者の2名を迎え入れ4名体制となった。
2022年3月1日現在、ウラえもん、nomo、novikiti、りくぞー の4名が所属している。

## エピソード

### J2参加
J2参入初年の2000年は笠松運動公園陸上競技場が改修工事中であったため、ひたちなか市総合運動公園陸上競技場と日立市民運動公園陸上競技場の2会場を中心に主催試合を行った。そのうち、より規模の小さい日立では9試合が行われたが、その中に浦和戦のホームゲーム2試合が含まれ、公称収容人数8,464人のスタンドは浦和サポーターを中心に超満員（観衆約6,000人）となったが、ピッチ状態の悪さなどに批判が集まった。その後、日立での試合開催は2007年の1試合（仙台戦）まで行われなかった。また、警備費用の負担という名目で水戸は浦和戦のみ各席種のチケット販売価格に通常から200円上乗せしたが、対戦相手によってチケット価格を変えるのは当時のJリーグでは珍しかった。

### J2の主
水戸ホーリーホックは2000年にJ2へ加入して以来､1度も昇降格を経験していない唯一のクラブであり､その在籍期間は全Jクラブ中最長である｡何度か降格の危機を迎えるも､その度に残留しJ2に留まり続ける姿からファンたちに「J2の主」の愛称で親しまれている｡また､総試合数､総失点数､敗戦数､引き分け数のJ2記録も保持しており､これらの記録は在籍期間の記録と合わせて現在も更新中である｡

### 水戸ナチオ
2003年に監督に就任した前田秀樹は、資金面、戦力面で他クラブに劣る水戸で対等な勝負をするために、徹底した専守防衛によるリアクションサッカーを導入した。DFやサイドどころか中盤、前線に至るまでほぼ全員が自陣深くに引き、攻撃はカウンター一筋で決して自分たちからは攻めあがらず、何点のビハインドを背負おうと決して前の人数を増やさずに守り続けるという、極端なまでの守備戦術である。
この戦術は、ポゼッション（ボール保持）を半ば放棄しているため、相手の波状攻撃に耐え切れずに大量失点を喫することもあったが、その分カウンターがうまくはまった時は快勝することも多く、特に攻撃的な戦術を組む上位クラブに対しては「守り切られてカウンターだけで負けかねない、侮れないチーム」という意識を植え付けることになった。また、上位だけでなく水戸以降にJリーグに加入した下位クラブにも徹底して引いたため、「横浜FC相手にリトリートするチームがあるとは思わなかった」（足達勇輔横浜FC監督）、「先制して、水戸が前に出てきたら仕掛けようと思ったら、出てこなかった」（望月一仁愛媛監督）など、しばしば相手の選手や監督を驚かせた。
こうした水戸の「超守備戦術」は、いつしかイタリアの「カテナチオ」になぞらえ、一部サポーターから「水戸ナチオ」と呼ばれるようになった。元はインターネットのサッカーコミュニティから生まれたスラングであったが、徐々にサッカーファンの間で浸透し、やがてマスコミでも水戸を説明する言葉としてしばしば用いられるようになった。前田監督の最終年である2007年以降、水戸はポゼッションを高める攻撃的サッカーに方針を転換したが、今なお「水戸ナチオ」は水戸を象徴する代名詞となっている。

### サポーター主導のイベント

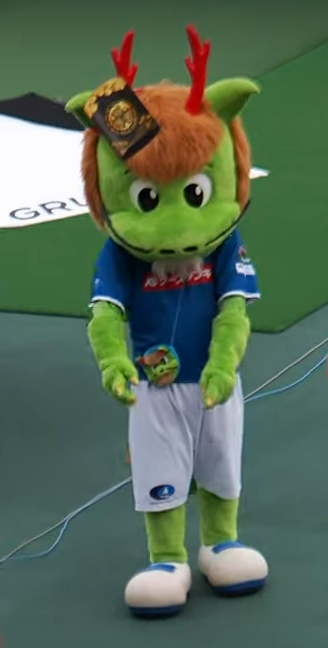
ホーリーくん

水戸サポーターはホームゲームの勝利後に全員でラインダンスをするほか、一部選手・クラブ社長・ホーリーくんを交えての万歳三唱、アウェーゲームのゴール裏で屋台やゲームなどの夏祭りを開催する「納涼漢祭り」、前田秀樹監督を盛大に称える「前田祭り」、山形とのゲームで必ず行われる「コール合戦」など、独特のイベントを多数開催している。
これらは基本的にクラブはノータッチ、完全にサポーター主導で行われており、特に漢祭りは「Jリーグの奇祭」として他クラブサポーターも多数参加する。詳細は「納涼漢祭り」を参照。

### 新日本プロレスとのコラボレーション
2008年から新日本プロレスとのコラボ企画を行なっている。2月14日にひたちなか市松戸体育館で行われた新日本プロレスひたちなか大会において、ホーリーくんやチアリーダーが登場するなどして盛り上げた。6月13日の鳥栖戦には、6月15日の水戸市民体育館で行われる新日本プロレス水戸大会の宣伝も兼ねて、サッカー経験者である蝶野正洋の始球式参加や「I am Chono!!」シートを限定販売を行った。

### ガールズ&パンツァーとのコラボレーション
ホームタウン推進協議会に属する大洗町が舞台のテレビアニメ『ガールズ&パンツァー』が2012年に放映されて人気を博したが、視聴したクラブ社長が主人公が所属する学校の立場に共感。製作会社であるバンダイビジュアルとの交渉で2013年11月10日第40節東京V戦でコラボ企画を実施。2014年には同社とスポンサー契約を締結、開幕前には合同記者会見が開かれ、以降関連グッズの販売やコラボイベントなどが活発に行なわれている。

## 観客動員
Jリーグ加盟初年から長らく集客で苦戦が続き、特に2005年から2009年まで5年連続で動員数リーグ最下位を記録するなど、2010年までの年間観客動員数はリーグ下位2位以内が定位置であった。なお2000年、2004年の動員最下位はそれぞれ甲府、鳥栖であったが、双方とも当時クラブの存続危機に立たされていた。2010年に最下位だった岐阜はホームスタジアム・長良川競技場が改修工事のためわずか3試合しか使用できず、その他のホームゲームを収容人数3,000人台の長良川球技メドウで行なったためである。
2010年には、10月31日の柏戦で「ワースト脱出!!1万人チャレンジDAY」と銘打ったキャンペーンを実施、チケット価格を値下げするなどして初めて観客1万人を達成した。この模様はNHKのバラエティ番組「欽ちゃんのワースト脱出大作戦」でも取り上げられた。
2011年は東日本大震災で被災し、Ksスタの修理のため19試合のホームゲームのうち実に12試合もの間7,000席分のメインスタンドを使用できなかったにもかかわらず、年間動員数は20クラブ中18位となり初めてワースト2位の壁を越えた。
翌2012年以降から年々動員数を伸ばし続けており、近年は改善傾向が見られる。

### 観客数の多かったホームゲーム
| 順位 | 日時           | 所属 | 対戦相手         | 観客数 | 試合会場                   |
| 1    | 2024年11月3日  | J2   | モンテディオ山形 | 10,488 | ケーズデンキスタジアム水戸 |
| 2    | 2016年3月6日   | J2   | セレッソ大阪     | 10,420 | ケーズデンキスタジアム水戸 |
| 3    | 2010年10月31日 | J2   | 柏レイソル       | 10,181 | ケーズデンキスタジアム水戸 |
| 4    | 2013年6月15日  | J2   | ガンバ大阪       | 10,025 | ケーズデンキスタジアム水戸 |
| 5    | 2019年11月10日 | J2   | 愛媛FC           | 9,874  | ケーズデンキスタジアム水戸 |

## 決算
水戸ホーリーホックの決算は、つぎのとおり。

### 損益
| 年度 | リーグ | 収入 | 広告料 | 入場料 | 配分 | その他 | 費用 | 事業費 | 人件費 | 管理費 | 利益 | 純利益 |
| ---- | ------ | ---- | ------ | ------ | ---- | ------ | ---- | ------ | ------ | ------ | ---- | ------ |
| 2005 | J2     | 310  | 81     | 50     | 103  | 75     | 301  | 210    | 133    | 91     | 8    | 18     |
| 2006 | J2     | 341  | 83     | 52     | 111  | 95     | 338  | 239    | 141    | 99     | 3    | -2     |
| 2007 | J2     | 301  | 62     | 43     | 130  | 66     | 337  | 240    | 140    | 97     | -36  | -40    |
| 2008 | J2     | 349  | 102    | 44     | 112  | 91     | 361  | 256    | 159    | 105    | -12  | -9     |
| 2009 | J2     | 413  | 108    | 71     | 102  | 132    | 399  | 293    | 163    | 106    | 14   | 6      |
| 2010 | J2     | 366  | 91     | 62     | 117  | 96     | 380  | 269    | 152    | 111    | -14  | -16    |

- 金額の単位: 百万円
- 人件費は事業費に含まれる。

出典: 各年度のJクラブ決算一覧。
2005、
2006、
2007、
2008、
2009、
2010
| 年度 | リーグ | 収益 | 広告料 | 入場料 | 配分 | 育成 | その他 | 費用 | 人件費 | 試合 | トップ | 育成 | 女子 | 販売 | 利益 | 純利益 |
| ---- | ------ | ---- | ------ | ------ | ---- | ---- | ------ | ---- | ------ | ---- | ------ | ---- | ---- | ---- | ---- | ------ |
| 2011 | J2     | 436  | 135    | 60     | 105  | 37   | 99     | 387  | 152    | 34   | 54     | 8    | 0    | 139  | 49   | 6      |
| 2012 | J2     | 483  | 169    | 82     | 90   | 35   | 107    | 479  | 205    | 30   | 68     | 11   | 0    | 165  | 4    | 28     |
| 2013 | J2     | 508  | 189    | 90     | 90   | 38   | 101    | 507  | 230    | 35   | 65     | 10   | 0    | 167  | 1    | 4      |
| 2014 | J2     | 518  | 167    | 88     | 92   | 45   | 126    | 548  | 235    | 46   | 69     | 14   | 0    | 184  | -30  | -29    |
| 2015 | J2     | 561  | 190    | 81     | 82   | 49   | 159    | 561  | 249    | 44   | 71     | 21   | 0    | 176  | 0    | 2      |

- 金額の単位: 百万円

出典: 各年度のJクラブ決算一覧。
2011、
2012、
2013、
2014、
2015
| 年度 | リーグ | 収益 | 広告料 | 入場料 | 配分 | 育成 | 物販 | その他 | 費用 | 人件費 | 試合 | トップ | 育成 | 女子 | 物販 | 販売 | 利益 | 純利益 |
| ---- | ------ | ---- | ------ | ------ | ---- | ---- | ---- | ------ | ---- | ------ | ---- | ------ | ---- | ---- | ---- | ---- | ---- | ------ |
| 2016 | J2     | 589  | 199    | 86     | 82   | 49   | 56   | 117    | 586  | 262    | 47   | 71     | 21   | 0    | 42   | 143  | 3    | 4      |
| 2017 | J2     | 578  | 195    | 83     | 144  | 49   | 50   | 57     | 588  | 261    | 48   | 76     | 24   | 0    | 34   | 145  | -10  | -9     |
| 2018 | J2     | 621  | 205    | 84     | 145  | 50   | 52   | 85     | 623  | 275    | 54   | 79     | 28   | 0    | 33   | 154  | -2   | 0      |
| 2019 | J2     | 752  | 259    | 114    | 144  | 59   | 70   | 106    | 744  | 321    | 63   | 94     | 29   | 0    | 52   | 185  | 8    | -21    |
| 2020 | J2     | 762  | 291    | 69     | 149  | 46   | 79   | 128    | 791  | 335    | 67   | 73     | 16   | 0    | 68   | 232  | -29  | -27    |

- 金額の単位: 百万円

出典: 各年度のJクラブ決算一覧。
2016、
2017、
2018、
2019、
2020

### 資産
| 年度 | 総資産 | 総負債 | 純資産 | 資本金 |
| ---- | ------ | ------ | ------ | ------ |
| 2005 | 72     | 99     | -26    | 74     |
| 2006 | 124    | 144    | -20    | 82     |
| 2007 | 112    | 128    | -15    | 104    |
| 2008 | 116    | 142    | -25    | 52     |
| 2009 | 89     | 107    | -18    | 52     |
| 2010 | 82     | 117    | -35    | 52     |
| 2011 | 153    | 133    | 20     | 77     |
| 2012 | 168    | 112    | 56     | 80     |
| 2013 | 161    | 101    | 60     | 80     |
| 2014 | 182    | 144    | 38     | 84     |
| 2015 | 160    | 119    | 41     | 84     |
| 2016 | 160    | 115    | 45     | 84     |
| 2017 | 188    | 153    | 35     | 84     |
| 2018 | 138    | 102    | 36     | 84     |
| 2019 | 235    | 194    | 41     | 98     |
| 2020 | 487    | 278    | 28     | 127    |

- 金額の単位: 百万円

出典: 各年度のJクラブ決算一覧。
2005、
2006、
2007、
2008、
2009、
2010、
2011、
2012、
2013、
2014、
2015、
2016、
2017、
2018、
2019、
2020